# Kazuhide Uekusa
Kazuhide Uekusa (jap. 植草 一秀, Uekusa Kazuhide; * 18. Dezember 1960 in Tokio) ist ein japanischer Wirtschaftswissenschaftler, Wirtschaftsanalyst, ehemaliger Professor an der Waseda-Universität und Vorsitzender des von ihm gegründeten Three-Nations Research Institute Co., Ltd. Er ist Autor mehrerer finanzpolitischer Fachbücher. Neben seiner Tätigkeit als Kommentator im japanischen Fernsehen wurde er besonders durch seine von ihm bestrittene Verwicklung in einen Skandal um sexuelle Belästigung bekannt, die das Ende seiner Karriere bedeutete.

## Beruflicher Werdegang
Nach seinem Abschluss an der prestigeträchtigen Universität Tokio im März 1983 war er zuerst am Nomura-Forschungsinstitut tätig, danach als Wissenschaftler am Institut für Steuer- und Geldpolitik des Finanzministeriums (ab Juli 1985), als Professor an der Universität Kyōto (ab Juni 1991), als senior economist am Nomura-Institut (ab April 2002) und seit April 2003 als Professor an der Waseda-Universität. Er ist Begründer des Three Nations-Forschungsinstituts, dessen Vorsitzender er im April 2005 wurde. Darüber hinaus war er im japanischen Fernsehen als Kommentator tätig.

## Skandale
Am 8. April 2004 wurde er verhaftet, da ihm vorgeworfen wurde, er habe versucht, auf einer Rolltreppe des Tokioter Bahnhof Shinagawa mit Hilfe eines Handspiegels unter den Rock einer Oberschülerin zu sehen. Am 7. Mai 2004 wurde er von seiner Professur suspendiert. Außerdem wurde er von der renommierten Hoover Institution on War, Revolution, and Peace an der Stanford-Universität, einer konservativen Denkfabrik, deren Fellow er war, ausgeschlossen.
Er selbst bestritt die Anklage und erklärte in einer Pressekonferenz am 30. August 2004, dass er bei den Polizeiverhören zu einem falschen Geständnis gebracht wurde, indem ihm in Aussicht gestellt worden wäre, sofort nach Hause gehen zu dürfen.
Der Prozess wurde am 23. März 2005 vor dem Bezirksgericht Tokio eröffnet, und Uekusa wurde zur Zahlung einer Geldstrafe von 500.000 Yen und zur Herausgabe des Handspiegels verurteilt. Uekusa bestritt weiterhin alle Vorwürfe und bezeichnete das Verfahren als „unfair“. Da er keine Berufung einlegte, ist das Urteil rechtskräftig geworden. Jahre zuvor war er bereits zu einer Geldstrafe von 50.000 Yen verurteilt worden.
Im April 2006 erholte sich seine Karriere wieder, als er eine Gastprofessur an der Handelsoberschule Nagoya erhielt.
Ein paar Monate später wurde er jedoch beschuldigt, am 13. September 2006 auf der Keikyū-Hauptlinie eine Oberschülerin sexuell belästigt (Chikan) zu haben. 2007 wurde er deswegen vom Bezirksgericht Tokio zu 4 Monaten Haft verurteilt, und er verlor seine Gastprofessur wieder.

## Bibliografie
- Kinri kawase kabuka no seiji keizaigaku. Iwanami Shoten, Tokio 1992, ISBN 4-00-004173-8
- Nihon no sokessan. Kodansha, Tokio 1999, ISBN 4-06-206330-1
- Gendai Nihon keizai seisakuron. Iwanami Shoten, Tokio 2001, ISBN 4-00-026268-8